# Adelboden
Adelboden – gmina (niem. Einwohnergemeinde) w Szwajcarii, w kantonie Berno, w regionie administracyjnym Oberland, w okręgu Frutigen-Niedersimmental. Leży w Berner Oberland, u podnóży Alp Berneńskich.

## Geografia
Adelboden leży w zachodniej części kantonu Berno, na końcu doliny Engstlige. Przez Adelboden przepływa rzeka Kander.
Adelboden jest zwykłą górską wioską szwajcarską, z widokiem na wodosprad Engstlige. W sąsiedztwie wioski znajduje się pięć małych dolin są to: Gilbach, Stigelschwand, Boden, Hirzboden i Ausserschwand. Kościół i główny deptak znajdują się na wysokości 1 350 m, najwyższym okolicznym szczytem jest Wildstrubel jego szczyt mierzy 3 242 m, zaś najniższy punkt znajduje się na wysokości 1 045 metrów, w dolinie Engstlige.
Roślinność występująca w Adelboden ma charakter roślinności alpejskiej i subalpejskiej, okoliczne tereny są częściowo zalesiona, w większości tereny górskie pokryte są łąkami. W obszarze Adelboden znajduje się sześć szczytów, są to: Lohner 3 049 m, Steghorn 3 146 m, Wildstrubel 3 243 m, Fitzer 2 458 m, Tschenten 2 025 m (wioska jest połączona kolejką linową) i Gsür 2 708 m.
W Adelboden w roku 2009 wykonano spis gruntów. Łączna ich powierzchnia wynosi 88,19 km². W tym 36,52 km² lub 41,4% jest wykorzystywana do celów rolniczych, 16,07 km² stanowią lasy. Spośród pozostałych gruntów, 2,18 km² zajmują budynki i drogi, 1,53 km² przypada rzekom i jeziorom, a 31,93 km² jest trudno dostępna i nieużywana.
W terenie zabudowanym, budynki przemysłowe zajmują 0,1% całkowitej powierzchni, podczas gdy mieszkania i budynki zajmują 1,5% powierzchni. Infrastrukturze transportowej przypada zaledwie 0,8%, 14,4% ogólnej powierzchni gruntów jest silnie zalesiona, a 3,0% gruntów pokryta jest sadami lub małymi drzewami. Gruntów rolnych jest 0,0%, ogródki działkowe zajmują 8,5%, pozostałe 32,9% są zagospodarowane jako pastwiska.

## Historia
Adelboden zostało założone w 1409 roku, jako Valle Adelboden. W 1453 została zmieniona nazwa wioski na Adelboden alias Silva. Szczyt Wildstrubel został po raz pierwszy zdobyty w XIII wieku, wejście na szczyt zaczęło się w Adelboden. W XV wieku w Adelboden został zbudowany kościół i klasztor gdzie zamieszkało 50 zakonników. W XVI wieku w Adelboden dokonała się reformacja, po tej reformacji zakonnicy musieli uciec do katolickiej przełęczy Hahnenmoos, która znajdowała się w kantonie Fryburg.
W 1870 roku został otwarty pierwszy pensjonat przez miejscowego nauczyciela. Z upływem czasu rozwinęła się dość spora baza hotelowa, która była w całości w posiadaniu rodziny Schlegeli pod nazwą <<Hotel Hari im Schlegeli>>. Z czasem ruch turystyczny wzrósł, co spowodowało znaczny wzrost mieszkańców.
Adelboden stał się jednym z nielicznych ośrodków wypoczynkowych, w 1903 roku Henry Lunn zaczął organizować letnie wypoczynki. Od 1930 roku obszar Wildstrubel zaczęto zabudowywać wyciągami i kolejkami linowymi.

## Atrakcje turystyczne

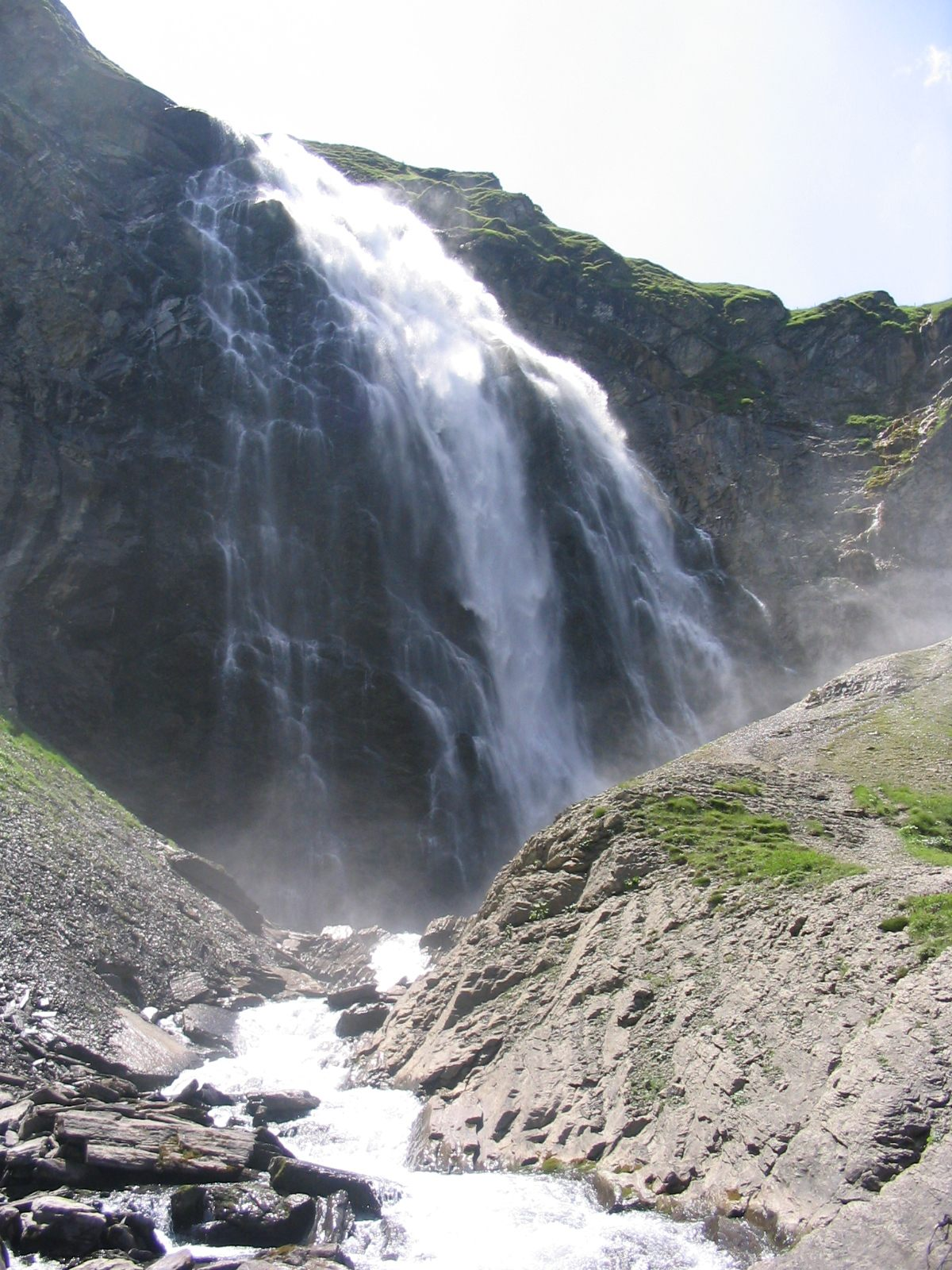
Wodospad Engstlige

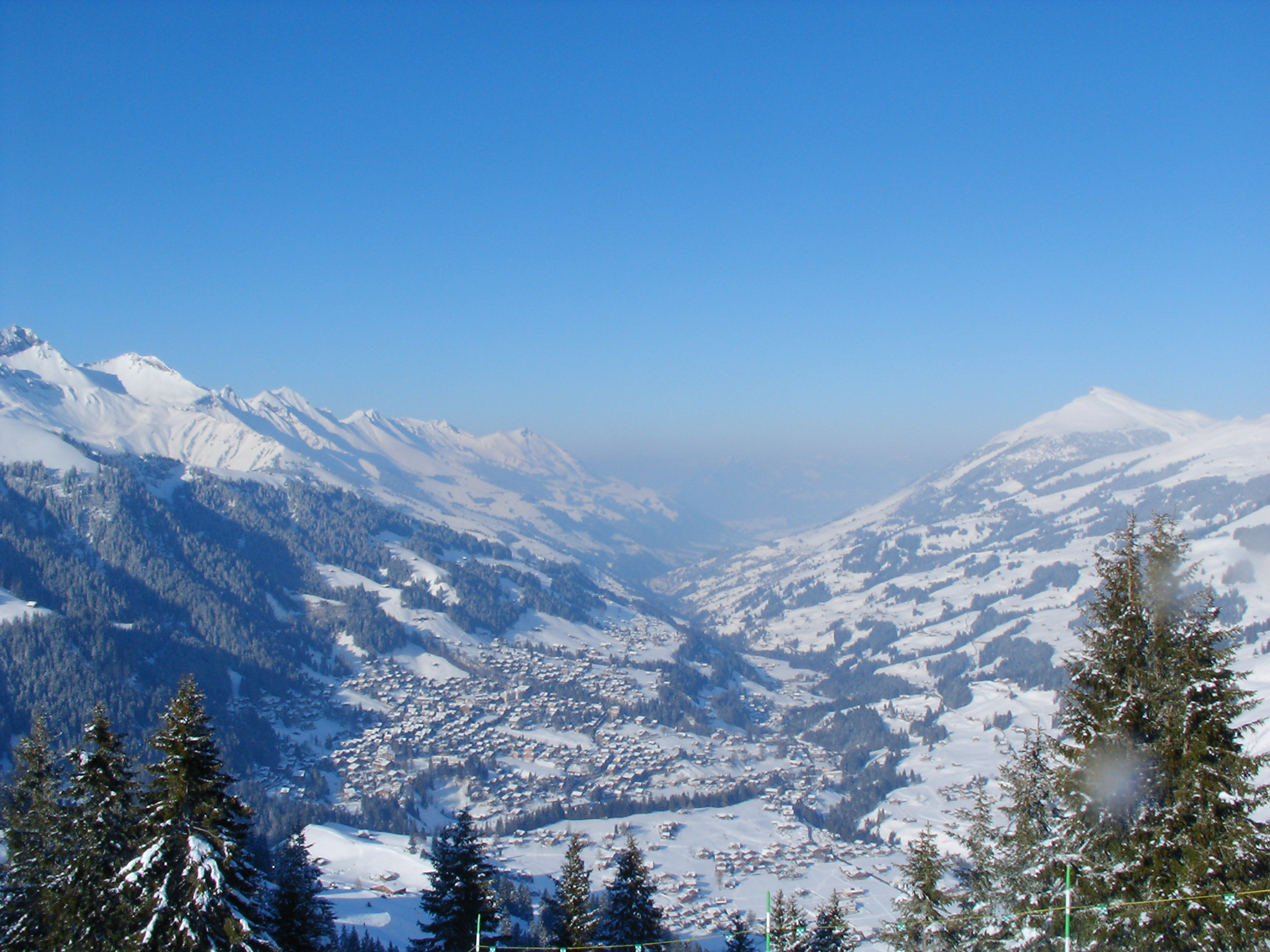
Adelboden zimą i dolina Engstlige

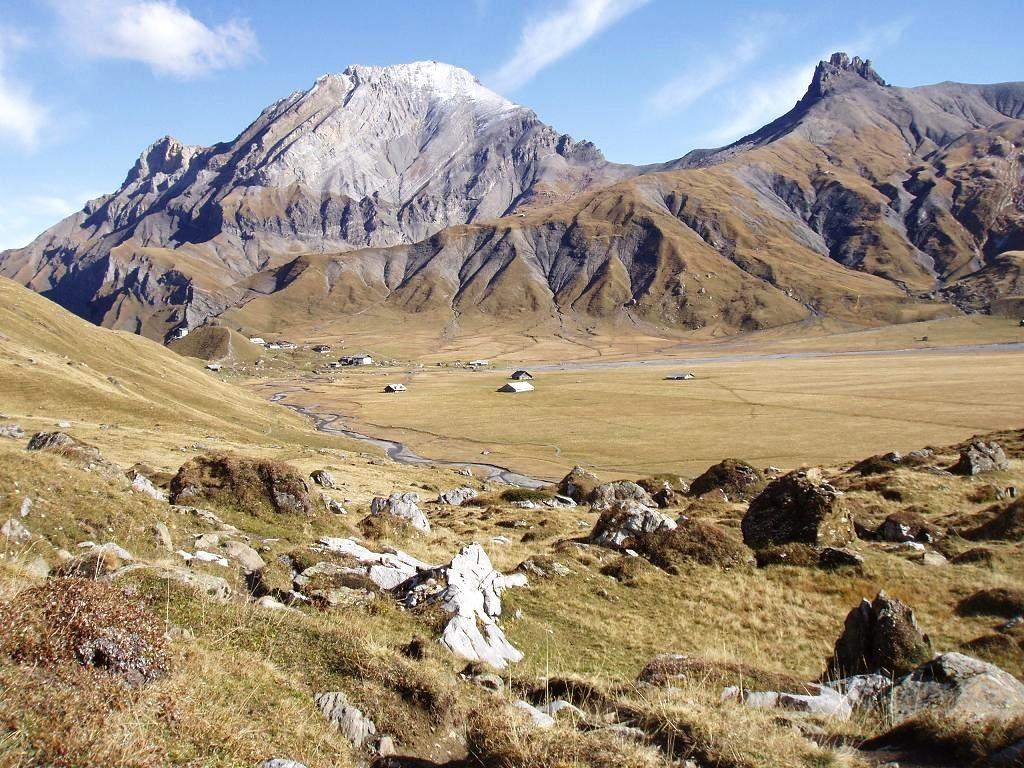
Płaskowyż Wildstrubel

- wodospad Engstlige: tworzy go rzeka Engstlige. Jej woda tworzy 600-metrowy wodospad, tworząc jeden z najbardziej imponujących wodospadów w kantonie Berno
- Wildstrubel: płaskowyż na wysokości 2 000 m n.p.m.
- kościółek z początku XX wieku i huta szkła otwarta przez szwajcarskiego malarza Augusto Giacometti
- dom harcerski - jest miejscem do międzynarodowych spotkań harcerek i harcerzy

## Imprezy kulturalne
- Puchar Świata w narciarstwie alpejskim przełom (styczeń/luty)
- Vogel-Lisi-Festival koncerty (lipiec)
- Kammermusic-festival koncert kameralny (lipiec)

## Demografia
Adelboden liczy 3 343 mieszkańców. Gminę zamieszkiwało 8,3% cudzoziemców (31 grudnia 2020).
W wyborach w 2007 roku. największe poparcie miała Partia Ludowa Szwajcarii SVP, która otrzymała 38,3% głosów. Kolejne trzy najbardziej popularne partie polityczne to: partia lewicowych (28,8%), CSP (13,4%) i FDP (7,3%). Przedział wiekowy mieszkańców to: dzieci i młodzież (0-19 lat) 26,4% ludności, osoby dorosłe (20-64 lat) 57,2%, osoby starsze (powyżej 64 lat) 16,4%. Cała ludność Szwajcarii jest na ogół dobrze wykształcona. W Adelboden 69,4% ludności (między 25-64 lat) ukończyła szkoły średnie lub dodatkowe wykształcenia wyższe (uniwersytety lub wyższe szkoły zawodowe).
Zmiany liczby ludności:
| rok  | populacja |
| ---- | --------- |
| 1764 | 1,051     |
| 1850 | 1,513     |
| 1900 | 1,564     |
| 1910 | 2,163     |
| 1990 | 3,347     |
| 2020 | 3,343     |

## Turystyka i sport

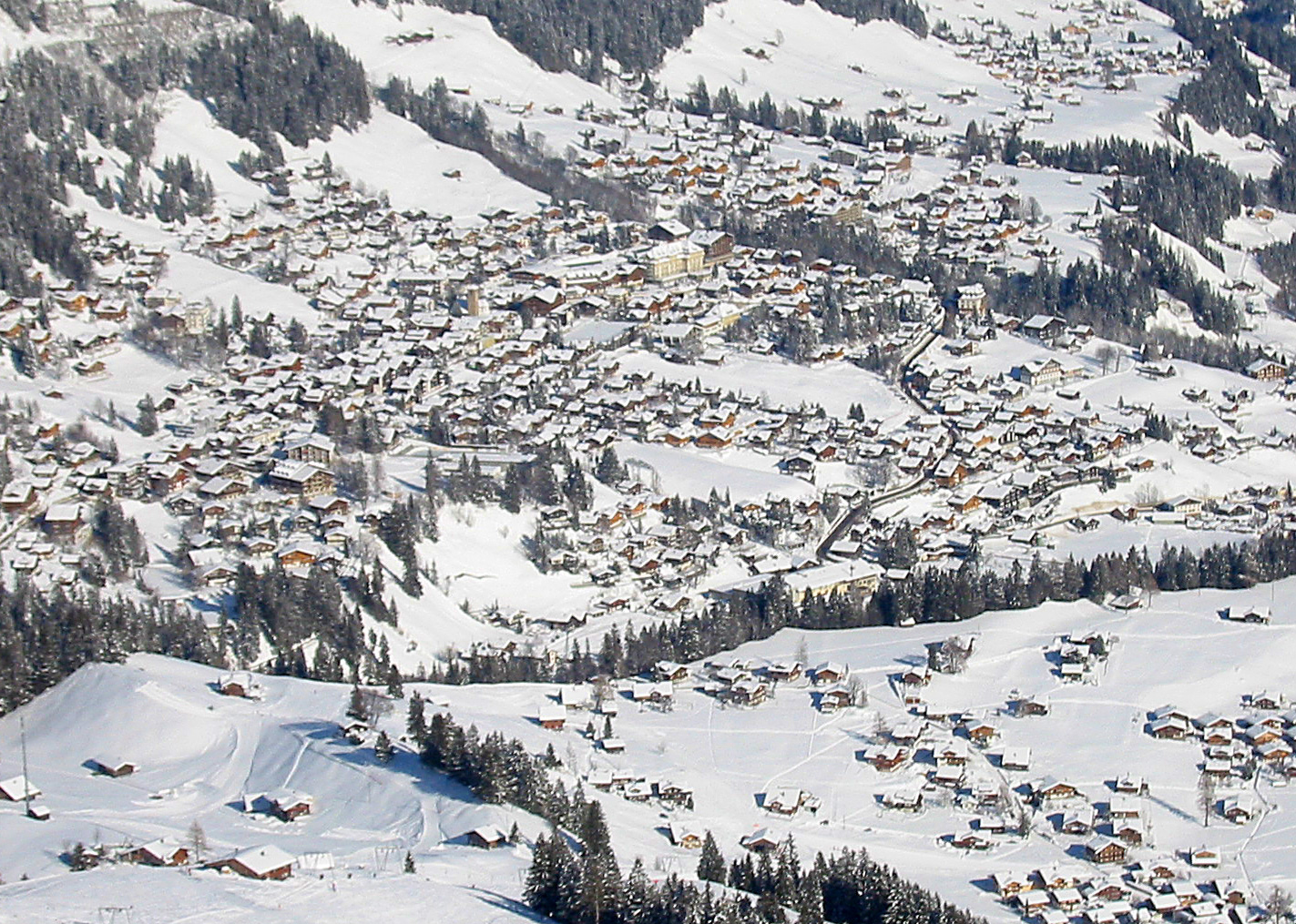
Widok na Adelboden ze szczytu trasy Kuonisbärgli

Turystyka w Adelboden ma charakterystykę rodzinną. Adelboden posiada w swojej ofercie 24 hotele z liczbą 1 291 łóżek, 3 800 domków letniskowych z liczbą 15 200 miejsc, możliwość zakwaterowania 28 wycieczek z liczbą 1 830 łóżek, 3 kempingi i 40 restauracji.
W sezonie letnim turyści do dyspozycji mają 200 km szlaków turystycznych, i miejsc wspinaczkowych. Wiele kolejek górskich prowadzi do gór. Dodatkowo Adelboden posiada liczne trasy rowerowe. W sezonie zimowym Adelboden oferuje mnóstwo tras narciarskich o różnym stopniu trudności, w tym trasę do slalomu giganta Kuonisbärgli oraz trasy biegowe. Łączna długość tras wynosi 40 km. Są także obszary do uprawiania snowboardowego freerideu i freestyleu.
Adelboden co roku gości śmietankę narciarzy alpejskich. Rozgrywany jest tutaj Puchar Świata w narciarstwie alpejskim; w ramach tego cyklu są rozgrywane: slalom i slalom gigant mężczyzn. Puchar ten jest uważany za jedno z największych wydarzeń sportowych w Szwajcarii i na świecie. Każdy cykl gromadzi na trybunach tysiące kibiców.